# Луковниково (Зубцовский район)
Луковниково — деревня в Зубцовском районе Тверской области. Входит в состав Вазузского сельского поселения.
Расположено в 20 километрах к югу от районного центра Зубцов, в 1 км от деревни Карамзино. Деревня стоит на реке Березуйке.
Население по переписи 2002 года — 52 человека, 21 мужчина, 31 женщина.
В 1997 году — 34 хозяйства, 67 жителей.
Во второй половине XIX — начале XX века деревня относилась к Березуйскому приходу Игнатовской волости Зубцовского уезда Тверской губернии. В 1888 году 31 двор, 156 жителей (26 семей).
К востоку от деревни находились исчезнувшие деревни Тублово, Фролово, Власьево.